# Эривань (фрегат, 1828)
«Эривань» — парусный 60-пушечный фрегат Черноморского флота Российской империи. Назван в память о взятии русскими войсками 1 октября 1827 года крепости Эривань в ходе Русско-персидской войны 1826—1828 годов.

## Описание фрегата
Один из шести 60-пушечных фрегатов, построенных в Николаеве под наблюдением адмирала А. С. Грейга. По размерам и вооружению они не слишком уступали 74-пушечным линейным кораблям и иногда именовались 60-пушечными кораблями.

## История службы
Фрегат «Эривань» был заложен а верфи купца М. Ш. Сребреного в Николаеве и после спуска на воду в 1829 году перешел из Николаева в Севастополь и вошел в состав Черноморского Флота.
В сентябре 1829 года доставил из Севастополя в Бургас пленных турок. 1 октября присоединился к флоту у города Мессемврия и вместе с ним к 17 октября вернулся в Севастополь. В 1830 году принимал участие в перевозке русских войск из портов Румелии в Россию в составе эскадры контр-адмирала М. Н. Кумани. В 1831 году выходил в крейсерство у кавказского побережья. 27 июля в составе отряда высадил десант и вел обстрел укреплений горцев в Геленджикской бухте.

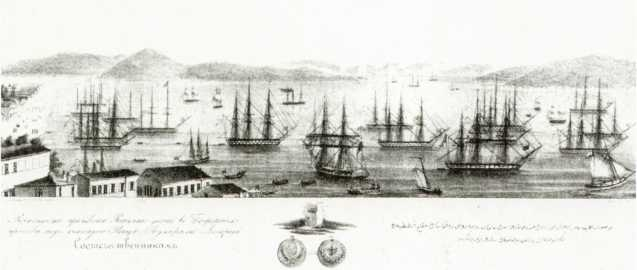
Эскадра Черноморского флота в Босфоре. Гравюра 1830-х годов

В 1833 году принимал участие в экспедиции Черноморского флота на Босфор. 2 февраля в вышел из Севастополя составе эскадры контр-адмирала М. П. Лазарева и к 8 февраля прибыл в Буюк-Дере. С 1 апреля по 15 мая ходил к проливу Дарданеллы для осмотра крепостей полуострова Галлиполи, после чего вернулся к флоту, стоявшему в Буюк-дере. 28 июня, приняв на борт войска, с эскадрой вышел из Босфора и, высадив войска в Феодосии, 22 июля вернулся в Севастополь.
В составе эскадр находился в практических плаваниях в Чёрном море в 1834—1836 годах.
В 1837 году «Эривань» переоборудован в блокшив.

## Командиры фрегата
Командирами фрегата «Эривань» в разное время служили:
- П. М. Вукотич (до 5 сентября 1829 года, 1836 год).
- Е. И. Колтовский (с 5 сентября 1829 года).
- Я. Я. Шостенко (1830 год).
- А. С. Ушаков (по май 1833 года).
- А. Н. Григорьев (с мая 1833 года).
- П. И. Щербачев (1834—1836 годы).